# 比格福克鎮區 (明尼蘇達州艾塔斯卡縣)
比格福克鎮區（英語：Bigfork Township）是位於美國明尼蘇達州艾塔斯卡縣的一個行政鎮區。

## 地方資料
比格福克鎮區的面積為129.42平方千米，當中陸地面積為128.17平方千米，而水域面積為1.15平方千米。根據2020年美國人口普查的數據，當地共有人口315人，而人口密度為每平方千米2.43人。